# Clupeidae
Clupeidae é uma família de peixes actinopterígeos pertencentes à ordem Clupeiformes.
Algumas das espécies mais importantes desta famílias são:
- Brevoortia tyrannus
- Clupea harengus
- Clupea harengus membras
- Clupea pallasii
- Sardina pilchardus

## Géneros
Subfamília Dussumieriinae 

Dayella

Dussumieria

Etrumeus

Gilchristella

Jenkinsia

Luisiella

Sauvagella

Spratelloides

Spratellomorpha
Subfamília Clupeinae

Amblygaster

Clupea

Clupeonella

Escualosa

Harengula

Herklotsichthys

Lile

Opisthonema
Subfamília Alosinae 

Alosa

Brevoortia

Caspialosa

Ethmalosa

Ethmidium

Gudusia

Hilsa

Tenualosa
Subfamília Pellonulinae

Knightia 

Clupeichthys

Clupeoides

Congothrissa

Corica

Cynothrissa

Ehirava

Hyperlophus

Laeviscutella

Limnothrissa

Microthrissa

Odaxothrissa

Pellonula

Poecilothrissa

Potamalosa

Potamothrissa

Stalothrissa
Subfamília Dorosomatinae 

Anodontostoma

Clupanodon

Dorosoma

Gonialosa

Konosirus

Nematalosa
Não classificados

Erichalcis

Ilisha

Nannothrissa

Neoopisthopterus

Pellona

Platanichthys

Ramnogaster

Rhinosardinia

Sardina

Sardinella

Sardinops

Sierrathrissa

Sprattus

Stolothrissa

Strangomera

Thrattidion